# 873
Évszázadok: 8. század – 9. század – 10. század
Évtizedek: 820-as évek – 830-as évek – 840-es évek – 850-es évek – 860-as évek – 870-es évek – 880-as évek – 890-es évek – 900-as évek – 910-es évek – 920-as évek
Évek: 868 – 869 – 870 – 871 –  872 – 873 – 874 – 875 – 876 – 877 – 878

## Események

### Európa
- Kopasz Károly fiát, Carlomant apja elleni összeesküvés vádjával elítélik és megvakítják. Bebörtönzése elől nagybátyjához, Német Lajos keleti frank királyhoz menekül, aki védelmet biztosít számára.
- A yorki vikingek Halfdan Ragnarsson és Guthrum vezetésével Merciára támadnak, amelynek királya, Burgred hadisarcot fizet nekik. Ezután a megszállt Reptonban telelnek.
- Toledóban felkelés tör ki I. Muhammad córdobai emír ellen.
- Willibert kölni érsek felszenteli az ún. Hildebold-dómot, a kölni dóm elődjét.

### Abbászida Kalifátus
- A szaffárida Jákub ibn al-Lajsz elfoglalja Nisapurt és megdönti a Táhirida dinasztia hatalmát.

### Kína
- Tang Ji-cung császár 39 évesen megbetegszik és meghal. Utódja 11 éves fia, Hszi-cung.

## Születések
- II. Ordoño, galíciai és leóni király

## Halálozások
- augusztus 15. - Tang Ji-cung, kínai császár
- Al-Kindí, arab polihisztor
- I. Ecgberht, northumbriai király
- Hunajn ibn Iszhák al-Ibádi, arab orvos
- Csontnélküli Ivar, viking vezér
- Vímara Peres, portugál gróf

## Fordítás
- Ez a szócikk részben vagy egészben  a(z)   873 című angol Wikipédia-szócikk ezen változatának fordításán alapul.  Az eredeti cikk szerkesztőit annak laptörténete sorolja fel. Ez a jelzés csupán a megfogalmazás eredetét és a szerzői jogokat jelzi, nem szolgál a cikkben szereplő információk forrásmegjelöléseként.